# Le Suicide de Bébé
Le Suicide de Bébé és una pel·lícula muda francesa escrita i dirigida per Louis Feuillade i estrenada el 4 d’octubre de 1912.
Aquesta pel·lícula forma part de la sèrie Bébé.

## Sinopsi
A casa de la Bebé l'ambient és idíl·lic: la mare toca el piano, el pare llegeix el diari, el petit un llibre infantil. Però, la minyona irromp a la sala d'estar amb una nota que el pare llegeix horroritzat: és la factura d'una botiga de roba amb una factura desproporcionada. Esclata una baralla violenta entre la mare i el pare que molesta Bebé. Al final, el petit, per intentar reconciliar els dos pares, decideix escenificar el seu propi suïcidi.

## Repartiment
- René Dary : Bébé (com Clément Mary)
- Renée Carl : Madame Labèbe, la mama
- Paul Manson : el pare
- Jeanne Saint-Bonnet : La minyona